# Lacus Solitudinis
Lacus Solitudinis (Latijn voor: 'meer van de eenzaamheid') is een maanzee. Het is een vlak en enigszins boogvormig gebied met laag albedo ten zuidzuidoosten van de maankrater Bowditch op de achterkant van de Maan. Krater Bowditch vertoont evenals Lacus Solitudinis een laag albedo. De vorm van Lacus Solitudinis, samen met krater Bowditch, is vergelijkbaar met de vorm van Groot-Brittannië en is daardoor vrij gemakkelijk op te sporen op foto's van de oostelijke hemisfeer van de Maan, genomen tijdens onder andere het Apolloprogramma.
Lacus Solitudinis vormt samen met Lacus Luxuriae en Lacus Oblivionis drie meren op de achterkant van de Maan.

## Lacus Solitudinis net ten oosten van libratiezone IV
Op bladzijde 185 in Antonin Rukls Atlas of the Moon is een overzichtskaart te vinden van de vierde libratiezone op de maan. Dit wil zeggen dat het gebied aan de oostzuidoostelijke rand van de naar de aarde toegekeerde kant van de maan mits gunstige omstandigheden kan worden waargenomen tot voorbij 90° oost. Het donkere gebiedje Lacus Solitudinis en krater Bowditch liggen op 103° oost, net ten oosten van het libratiegebied IV. Mits uiterst gunstige libratie zou er in theorie iets van de westelijke rand van het zuidelijke gedeelte van Lacus Solitudinis kunnen worden waargenomen met behulp van amateurtelescopen. Vanaf de aarde gezien ligt Lacus Solitudinis een weinig ten oosten van de prominente walvlakte Humboldt op 27° zuid / 81° oost.

### De acht libratiezones van de maan
De maan heeft acht libratiezones die elk een eigen herkenningsnaam hebben gekregen:
- Libratiezone I: de noordnoordwestelijke rand van de maan (kreeg de herkenningsnaam Brianchon).
- Libratiezone II: de noordnoordoostelijke rand van de maan (kreeg de herkenningsnaam Nansen).
- Libratiezone III: de oostnoordoostelijke rand van de maan (kreeg de herkenningsnaam Mare Marginis).
- Libratiezone IV: de oostzuidoostelijke rand van de maan (kreeg de herkenningsnaam Curie).
- Libratiezone V: de zuidzuidoostelijke rand van de maan (kreeg de herkenningsnaam Hale).
- Libratiezone VI: de zuidzuidwestelijke rand van de maan (kreeg de herkenningsnaam Hausen).
- Libratiezone VII: de westzuidwestelijke rand van de maan (kreeg de herkenningsnaam Mare Orientale).
- Libratiezone VIII: de westnoordwestelijke rand van de maan (kreeg de herkenningsnaam Röntgen).

## Bawa, Edith, Fairouz,Fossa Siegfried, Karima,Siegfried
Deze namen werden kort na het beëindigen van het Apolloprogramma in 1972 gegeven aan enkele markante details ten zuiden van krater Bowditch. Ze zijn ook te zien op Lunar Topophotomap 100C1S1(50). Van deze namen zijn Siegfried en Fossa Siegfried niet erkend door de Internationale Astronomische Unie (IAU). Fossa Siegfried werd vervangen door de naam Rima Siegfried.